# Clubiona altissimoides
Clubiona altissimoides este o specie de păianjeni din genul Clubiona, familia Clubionidae, descrisă de Liu et al. în anul 2007. Conform Catalogue of Life specia Clubiona altissimoides nu are subspecii cunoscute.